# 対魔忍アサギ3
『対魔忍アサギ3』（たいまにんアサギスリー、TAIMANIN ASAGI 3）は、対魔忍シリーズの通算11作目である。1作目『アサギ』から10年後（前作『ユキカゼ』からは4年後）が舞台。リリス10周年記念作品としてリリースされた本作は、アサギたち対魔忍と宿敵エドウィン・ブラックとの戦いの行方を題材としている。
原画&キャラクターデザインはシリーズ初の分業となるカガミと葵渚。
また既出のヒロインおよび新規の女性系といわゆる竿役となる男性系やサブキャラをカガミが、新ヒロインのアスカを葵が担当しているためHシーンでは異なるデザイナー同士による男女の絡みが描かれている。
コミカライズのほか、スピンオフ作品として漫画『対魔忍アサギ3外伝 〜炎美・火生変〜』がある。本項では、『対魔忍アサギ3外伝 〜炎美・火生変〜』についても解説する。

## あらすじ

### ゲーム本編
全五章仕立てで、アサギの視点で語られる第三章まででストーリーの大筋は描かれているが、1種類目のクロージングクレジット（以下CC）が流れる結末も含めて5つのエンドがバッド的に終わってしまう。アサギルート終了後、アスカの視点で語られる第四から五章までのアスカルートが解放される。
プロローグ
アサギとさくらと紫の3人は、東京キングダムで元与党幹事長・山崎を始末する。その直後、一行は魔界の医療技術で異形と化した兵士たちの襲撃を受ける。
そこへ、対魔忍を辞したサイボーグ・甲河アスカが現れ、化物を一掃する。ところが、アスカはアサギに対して敵意をあらわにする。

### 対魔忍アサギ3外伝 〜炎美・火生変〜
五車学園の生徒・結城炎美は、ある日、他人の肉欲を操る房術の力に目覚めるが、自分にもそれが跳ね返ってくるという難点があった。
能力のコントロールを名目に、彼女は様々な凌辱を受けつつも、学園に潜むノマド関係者に立ち向かう。

## 登場人物

### 主人公
井河 アサギ（いがわ アサギ）
声 - 中瀬ひな（現なかせひな）
アサギルートの主人公。33歳になり、現役で任務に就きつつ引き続き五車学園で校長も務めている。また桐生の手術で改造された性感帯も正常に戻された。ほどなくして恭介の弟・浩介と結ばれ妊娠したと分かるが、それは朧とフュルストが仕組んだ受精卵を介した催眠刻印の罠であり、浩介は人外の肉玉にされ、自身も人工妊娠中絶を余儀なくされる。一転追われる身となったアサギは、隠れ家でテレスコピック式の両刃刀身を持つ長大対魔刀を背負った新しい純白の対魔忍スーツに着替え、強襲してきた近藤たちと交戦する。得物が壊れると、魔の力を解放させて召喚した二つの魔刀で応戦し、激闘の果てにさくらと紫の仇をとるが、力尽きたところブラックによって囚われてしまう。そして今度は魔界医術の装置と淫獣との交雑によって精製された黒いダイヤモンドを発生源とする催眠刻印を子宮内部に埋め込まれてしまうが、アスカに助けられ協力して遂にブラックを滅ぼすことに成功。浩介を元の姿に戻す方法をアスカと競って探すことを誓う。
吸血鬼のアサギ
声 - なかせひな マルチエンディングの1つ「第三章〜悪堕ちエピローグ」にて登場する、アサギがエドウィン・ブラックと等しき吸血鬼になった姿。
甲河 アスカ（こうかわ アスカ）
声 - 手塚りょうこ
アスカルートの主人公。かつて甲賀流と呼ばれた忍びの名門・甲河家の末裔であり、当主を務めている。エドウィン・ブラックに両親と一門を惨殺され、アサギに引き取られて育てられる。14の時には頭角を現し、対魔忍として認められてさくら、紫とともに危険な任務に投入され多くの戦果をあげる。しかし闇の勢力との死闘の中でアサギと対立、命令を無視してブラックに単身挑むが敗北して両腕両脚に重傷を負い、その後失踪して抜け忍となる。長らく行方不明だったが、米連の組織「DSO」の科学力によって両腕と両脚を機械化する形で復活を遂げた。アームに内蔵された「皆殺しミサイル」と「抹殺マシンガン」による遠隔攻撃や、四肢から展開する「対魔ブレード」と忍法「風神の術」を利用した攻防一体の体術で、人魔問わず闇の勢力に加担するものを次々と葬ってゆき「鋼鉄の死神（対魔忍とも）」などと呼ばれ恐れられるようになった。コードネームは「アイリーン」。
五車学園襲撃の報を聞き、助太刀に向かい宿敵のブラックと交戦するが再び敗れ、一人の力だけでは敵わないこととアサギとの共闘を所長に諭されたことで断腸の思いで支部へと退却する。学園は朧・神田旅団・石山兄弟らによってすでに占領されていた。肉玉にされた浩介や小谷など仲間の職員の命を人質にとられ、自身の四肢も武装を封印された異常な性感帯仕様に改造されてしまう。それからは処女を奪われた兄弟を筆頭にAV男優や緑橋学園の男子クラスメイトたちからAV撮影とネットライブ配信までされる凄惨な凌辱をうける。だが、朦朧状態で改造時の小谷の会話を思い出し、いくつかの矛盾点から実は暗号だったことにようやく気付いたアスカは封印されていた武装の解除に成功。窮地を脱し肉玉（浩介）も取り戻し、デモンズ・アリーナでの決闘の中でアサギとも和解を果たして協力してブラックに挑み必殺技の電磁ビーム「対魔超粒子砲」のマキシマムバースト版で遂に仇を討つ。最後はアサギから対魔忍に戻らないかと誘われたが断り、浩介を元の姿に戻す方法を競って探すことを誓いつつ、新たに得た光学迷彩能力を披露して去っていった。

### その他
エドウィン・ブラック (Edwin Black)
ノマドの代表で、アサギの宿敵の一人。
神に等しい存在の「魔神」となり、日本政府の中に配下を潜り込ませ対魔忍たちを孤立させアサギとの決着を望み、最終的に甲河アスカとアサギによって滅ぼされた。その一方でアサギ以外の他者に対する関心は薄く、イングリッドからの恋心にも気づいていない。
朧（おぼろ）
声 - 児玉さとみ
ノマドの幹部で、アサギの宿敵の一人。分身の術「朧分身」などを駆使して倒したイングリッドを嬲り者にした一方で、組んでいた魔科医フュルストには裏切られて淫獣によって凌辱されるが返り討ちにした。その後は石山兄弟を使って囚えていたアスカにアサギを殺させようと画策するが、アスカの策略で人間爆弾にされた石山拓斗の爆発に巻き込まれるという末路を辿った。
本編では出生について明かされており、元々は甲河 朧（のちの仮面の対魔忍）がアスカを助けるためエドウィン・ブラックに身を差し出し、魔科医フュルストにモルモットにされた結果邪悪な心を持ったのが成り立ちで、しかも実際には空蝉の術で精神（魂）だけは逃れており残った空っぽの肉体から生じていたというのが真相のため、厳密には肉体だけが本物の朧のものだったに過ぎず、この事実は仮面の対魔忍の口から明かされるまでブラックも長らく知らないままだった。
『炎美・火生変』では五車学園の女生徒に化け、結城炎美に近づいた。
井河 さくら（いがわ さくら）
声 - 黒岩心々
アサギの妹。対魔忍としての任務に就きつつ、引き続き五車学園で教諭（教官）も務めている。また桐生の手術で改造された性感帯も正常に戻された。ほどなくして起こった五車学園襲撃事件では相手の影を刃に変化させて襲わせる新技「影殺陣」で近藤たちを恐怖に陥れるが、先に脱出させた生徒たちを人質にされ囚われてしまい、神田大佐を筆頭に拷問凌辱され最後は近藤に死傷を負わされブラックと同化させられるが、復活した桐生の手術で全快した。
八津 紫（やつ むらさき）
声 - 水瀬沙季
さくらの相棒で、アサギが頭領を務める一派の下忍の出身である。引き続き五車学園で教諭兼校医を務めつつ現役で任務にも就いている。苦渋の決断となったアサギの人工妊娠中絶の際は一般人の産婦人科医と協力して担当した。ほどなくして起こった五車学園襲撃事件で不在のアサギに代わってさくらと共に奮闘するも神田旅団に囚われ、近藤大尉を筆頭に拷問凌辱された末、死傷を負わされる。その後、この状態でブラックと同化させられるが、復活した桐生の手術で全快した。なお、兄である九郎は『アサギ3』では海外赴任中のため登場しない。
山本 信繁（やまもと のぶしげ）
アサギの上司で、内務省公共安全庁、調査第三部＜セクションスリー＞の部長であり、政府と対魔忍を繋ぐ事務方のトップ。本作では政党からの監視を潜り抜け、アサギのサポートを行っている。
沢木 浩介（さわき こうすけ）
アサギの婚約者である恭介の弟。兄が亡くなり天涯孤独の身となってからは、似た境遇のアスカと共にアサギに引き取られて育てられたため、アスカは姉、アサギは母親のような存在になっていたが、思春期を迎え、2人に対する欲情を胸の内に抱くようになる。冒頭の元大蔵省大臣・山崎の処刑作戦の裏側では、諜報部員として移動指揮車から結城炎美など他の対魔忍たちをサポートしていた。フュルストと朧の謀略とは知らずに、薬によって手に入れた偽りの忍法「房術“炎の棘”」でアサギを惑わし肉体関係になり、相思相愛の念願叶って一子も授かるが、それは「受精卵を発生源とする催眠刻印」の罠であり、浩介自身は野球ボール大の異形の姿「肉玉」にされてしまう。
パワーレディ
デモンズ・アリーナの闘奴（奴隷娼婦と同義の女戦士）の1人。
仮面の対魔忍（かめんのたいまにん）
声 - 児玉さとみ
米連の内部組織「DSO」の日本支部所長。顔の上半分をドミノマスク状の仮面で隠している。その正体は甲河一族のもう1人の末裔・甲河 朧（こうかわ おぼろ）であり、アスカにとっては現在の上司であると同時に、かつてエドウィン・ブラックに敗れた際に身代わりとなって助けてくれた恩人でもある。トレンチナイフの二刀流による対魔殺法「鬼斬離（おにぎり）」と異能系忍法「空蝉の術」（別名「心転移」）の使い手で、変わり身だけでなく、性別関係なく一定範囲内に別の人間さえいれば自分が死傷を負ったとしても他者の精神（魂）を奪い身体を乗っ取れるうえに約10年経てば容姿も完全に元の自分と同じになるので転生することも可能なため、ブラックの元から肉体だけを残して逃れ生き延び水面下で組織の準備を進めていたことから、心ならずももう1人の朧が誕生しアサギたちと因縁浅からぬ関係が続くこととなった。しかし心転移の繰り返しで「魂の寿命」の限界を悟ったため、最終的には過去と同じくアスカに未来を託してブラックに挑み殺害された。なお同社の別ゲーム『鋼鉄の魔女アンネローゼ』に登場する李美鳳（リー・メイフォン）は実妹。
小谷 健司（こたに けんじ）
DSO日本支部の主任上級研究員。アスカの義手義足の開発者であり、アスカからは「小谷っち」と呼ばれる。既婚者かつ一児の父で米連人のキャサリンとの結婚を機に帰化しており、現在の本名は健司・アンダーソン。石山兄弟らに囚われてからはアスカへの性的調教に都合のいい性感帯仕様への改造を強要されるが、解除コードを別れ際の会話に隠してアスカに伝えた。
フュルスト (Furst)
魔科医の魔族で、桐生佐馬斗の師匠筋。 過去に甲河朧の肉体を利用して朧を造り出した張本人でもある。ブラックを崇拝する一方、イングリッドとは互いに見下しあう仲である。
養護教諭・室井 光彦（むろい みつひこ）として五車学園に潜入し、自身の忍法のことで悩みを抱えていた浩介や炎美に近付き、浩介にはアサギの身も心も奪うための力と助言を与え、炎美には研究と治療と諭して性行為を受け入れさせるなど暗躍していたが、かつての弟子である桐生佐馬斗に正体を突き止められたため返り討ちにしたのち、用済みとなった浩介を肉玉に変えて人質にすることでアサギやアスカを抵抗できなくした。さらに本心では気に入らなかった朧をも淫獣を使って凌辱したが、その間に意識を乗っ取ることに成功していた朧に操られた淫獣に捕食された。
小説版の『淫獄都市の雌忍』ではデモンズ・アリーナの最終決戦時にブラックを加勢しに現れるも、アスカの対魔超粒子砲の零距離射撃で消滅する。
神田旅団（かんだりょだん）
首相直属の独立部隊で、日本海兵自衛軍の中でも特殊な存在である。神田大佐（かんだたいさ）をリーダーに、傭兵たちで構成されており、台湾危機に関連した紛争では非合法の作戦に従事した。
神田と近藤大尉（こんどうたいい） の指示のもと大部隊が動員され、五車町やDSOの襲撃・占領が行われ、五車学園の生徒たちも殺害した。加えて、さくらと紫を監禁・拷問・凌辱した末、近藤の判断で処刑した。最終的に、近藤はアサギによって斬殺された一方、処刑に参加していなかった神田の生死については不明で終わっている。
石山 亮司（いしやま りょうじ）
石山 拓斗（いしやま たくと）
アスカと同じ学校に通う男子生徒の兄弟。褐色肌の亮司が兄で、金髪の拓斗が弟。朧に取り入りノマド幹部になるための土産としてDSOの職員や浩介の命を人質にして脅迫しアスカを凌辱したが、最終的には亮司は「対魔ブレード」で八つ裂きにされ、拓斗は表向きはアスカを従えた状態でデモンズ・アリーナに連れていかれ股間に仕込まれていた「皆殺しミサイル」を起爆され朧もろとも爆死した。
水城 ゆきかぜ（みずき ゆきかぜ）
声 - 氷室百合（現ひむろゆり）
五車学園の生徒で、本筋とは無関係の任務で潜入していた。「第三章〜悪堕ちエピローグ」エンドの世界では、“吸血鬼のアサギ”を倒すべくさくら、紫、凜子と共に闘っている。
秋山 凜子（あきやま りんこ）
声 - 佐藤遼佳
ゆきかぜの先輩で、 本筋とは無関係の任務で潜入していた。神田旅団の襲撃事件時には五車学園の校内に残っていた。夜にやってきたアスカに救助され、状況をアスカに伝えた後はその他大勢の生徒と共に脱出した。「第三章〜悪堕ちエピローグ」エンドの世界では、“吸血鬼のアサギ”を倒すべくさくら、紫、ゆきかぜと共に闘っている。
秋山 達郎（あきやま たつろう）
五車学園の生徒で、凜子の弟にあたる。神田旅団の襲撃事件ではほかの生徒たちを指揮する形で最初に脱出したが、神田大佐率いる別働隊によって殺害半分捕虜半分になったと語られたのが最後で、安否不明のまま終わる。
桐生 佐馬斗（きりゅう さばと）
「魔科医」の異名を持つ天才外科医。五車町内にある本部施設の医師を務めている。
正式な五車学園の校医に化けていたフュルストは魔科医の師にあたり、紫でも漠然的にしか分からなかった正体を暴く。フュルストに返り討ちにされ一時は羽虫のような姿になっていたが、最終的には何とか元の姿に戻り、神田旅団の拷問によって絶命した紫とさくらを手術で蘇生させた。
初出作品である『ムラサキ』 では主人公として登場しており、同作においては五車に協力するまでの顛末が描かれている。
イングリッド (Ingrid)
声 - 榊木春乃
エドウィン・ブラックの護衛兼秘書を務める側近で、「魔界騎士」の異名を持つ。
光学迷彩能力を用いて五車学園の校長室に侵入した際、紫と交戦する。その後、ブラックの命でニューヨークに渡り、仮面の対魔忍を相手に互角に渡り合う。だが、仲間割れした朧との私闘では卑怯を厭う自らの方針が仇となり、手段を選ばない朧の戦法に敗れる。フュルストによる肉体改造のほか、馬漢（ばかん）たちの嬲り者にされる形で処女を奪われ、さらに左臀部に催眠刻印を施されて娼婦になると誓わされた。
バッドエンドの中ではデモンズ・アリーナの最終決戦中にブラックによって観客ごと消滅させられたり、朧が経営するヨミハラの場末の娼館でオークを客にとっていたりする。

### 『炎美・火生変』からの登場人物
結城 炎美（ゆうき えんび）
主人公の見習い対魔忍で、浩介の同級生。暴れ癖があるため、後方任務を任されることが多い。一方で次期エース候補にも数えられており、孤児院育ちの自分の存在理由は闘いだけだと受け入れている。浩介には密かな想いを寄せている。
柄の両端にフォールディングナイフのように折りたためる並刃がある一対のツインブレード（双頭剣）と、背負っている忍刀を武器とする。性フェロモンを発する誘惑術として知られる異能系忍法「房術“蜜壺（みこ）”」の使い手。普段着用する青い対魔忍スーツに加え、第1話と最終話では強化外骨格「PEX-88式改 雷電」を利用したほか、第2話では試作品の対魔忍スーツを身にまとった。賀平との一件で敵対者の関与を危惧したアサギからおとり捜査を命じられたことで、正体を伏せた朧や校医の室井、さらには理性を失わされた賀平たちによる性行為を甘んじて受けていく。
内源 賀平（うちげん がへい）
装備課の老人で、対魔忍スーツなどの工作や保管を担当している。対魔忍スーツを新調しに訪れた炎美の無意識の忍法にあてられて我を失い、試作と偽った改造スーツを着させて突如拘束しクンニリングスなどにおよび最後に処女を奪おうとしたところに駆けつけたアサギに殴り飛ばされて未遂に終わる。後日に他の男性教諭と共に室井の手でたがを外されてからは、炎美への性的調教に加わる。

## メディアミックス

### OVA
対魔忍アサギ3
『アサギ3』を原作とするアダルトアニメ。
- タイトル
  - 『対魔忍アサギ3 01 叶わぬ願い』、2016年12月23日
  - 『対魔忍アサギ3 02 叶わぬ願い』、2017年2月24日
- キャスト
  - 井河アサギ/星リルカ
  - 井河さくら/麻優莉
  - 八津紫/榛名れん
  - 甲河アスカ/手塚りょうこ
  - 朧/伊東サラ

対魔忍アサギ 〜捕らわれの肉人形〜
『アサギ3』を原作とするアダルトアニメであり、2020年10月30日にZIZより発売された。
同作はアサギと朧の因縁を題材にしつつも、描写の中心はHシーンである。
演出は『妻ネトリ』シリーズなどで知られる牧野行洋が務める。

### 小説
対魔忍アサギ3
『アサギ3』のノベライズであり、上下巻に分かれている。いずれも監修：ANIME LiLiTH、著者：蝦沼ミナミ、絵：カガミ&葵渚。
- 『対魔忍アサギ3 最強の対魔忍 〜井河アサギ編〜』ぷちぱら文庫100、2013年7月26日発売、ISBN 978-4-89490-500-9
- 『対魔忍アサギ3 鋼鉄の死神 〜甲河アスカ編〜』ぷちぱら文庫108、ISBN 978-4-89490-338-8

対魔忍アサギ3 淫獄都市の雌忍
原作ANIME LiLiTH、著者Kyphosus、挿絵竜胆、表紙カガミによる『アサギ3』を原作とするアナザー（パラレル）ストーリー。2013年2月18日発売の『二次元ドリームマガジン』2013年4月号Vol.69から10月号Vol.72までで計4話が連載され、後述の新書版にて書き下ろしによる最終話の続きとエピローグが収録された。
アサギの視点がメインで、ゲームの「第二章〜襲撃」における朝井首相の非常事態宣言から始まり、「第三章〜悪堕ちエピローグ」と「第五章〜真END」の内容をミックスしオリジナルの凌辱などを加え、一部キャラの生死や活躍の場面を独自の解釈にアレンジした“8種類目のエンド”的な結末になっている。
- 『対魔忍アサギ3 淫獄都市の雌忍』二次元ドリームノベルズ359、2013年10月18日発売、ISBN 978-4-7992-0487-0

### 漫画
対魔忍アサギ3 THE COMIC
原作ANIME LiLiTH、作画高浜太郎によるコミカライズ。2013年4月1日発売『メガミクライシス』Vol.11から2014年同月日発売のVol.17、同年7月31日配信の電子書籍『ヒロインピンチ』Vol.2から2015年4月5日配信のVol.10、同年4月30日配信『ヒロインピンチDX5』などで連載された。
- 『対魔忍アサギ3 THE COMIC』 二次元ドリームコミックス、2015年6月9日発売、ISBN 978-4-7992-0745-1

対魔忍アサギ3外伝 〜炎美・火生変〜
原作LiLiTHおよびANIME LiLiTH（第2話以降）、作画リボルバーによるスピンオフ作品。主人公は五車学園の学生・結城炎美であり、ゲームの「第一章〜関係の変化」あたりまでの五車学園で起きた出来事を描いたストーリー。2014年3月20日発売の『TECH GIAN 2014年5月号』付録DVD「コミックジャイアン」に収録およびウェブサイト『TG Smart』上などでの公開による電子書籍形式にて計8話、同2015年1月号の誌面上にて単独短編の「特別編 来たれ!決戦アリーナ!」が連載され、2015年12月10日発売の『対魔忍アサギ 決戦アリーナ キャラクターコレクション』に全編収録された。『決戦アリーナ』とのコラボでは、炎美の限定カードのシリアルナンバーが前述2015年1月号に付属された。

### アダルトビデオ
対魔忍アスカ ANOTHER STORY ～全校生徒に犯される、悪夢の学園性奴隷～
他の対魔忍のアダルトビデオシリーズのANOTHER STORYの中で唯一『アサギ3』を原作とするアダルトビデオ。甲河アスカに焦点を当てたオリジナルストーリー。2016年6月24日にリリス系列のZIZレーベルよりリリース。
- キャスト
  - 甲河アスカ/桜ちなみ
  - 性奴隷JK/宮崎あや、跡美しゅり、神楽アイネ

### その他
このほかにも、フィギュア（アサギ）や抱き枕カバー（アサギ、さくら、紫、アスカ）やオナホール（アサギ）などのような商品展開もなされている。

## 反響・評価
アダルトゲーム月刊誌『BugBug』の発売当月における売り上げ集計では10位を記録した。
販売サイト「DLsite」では、販売から2年以上後にあたる2015年の年間同人総合ランキングでは64位を記録している。
レビューサイト・Media Clipでは、5つ星中5つ星がつけられた。
レビュアーのイ・ヤン提督は、フルプライス作品だけあってエロさもボリュームも倍増し、シリーズの集大成にふさわしいと評価している。イ・ヤン提督は、アサギが恭介と愛のあるセックスをする場面で、アサギ本来の素の部分が見られたのが新鮮だったと述べ、アスカルートでは下衆な人間たちに凌辱されるアスカがそそららえたと語っている。
『BugBug』2013年3月号にレビューが掲載された。レビュアーの「だんちょー」は「『アサギ3』はシリーズの正当続編であり、集大成である。」としつつも、作品の随所に解説が差し込まれているため、過去作を知らないユーザーでも置いてけぼりにはならないと注意している。レビュアーが気に入ったシーンは、上下の口から注がれた精液が、腹を踏みつけられ逆流するという漫画的なものであったという。一方、エロ以外でも宿敵エドウィン・ブラックとの対決など、熱く興奮させられる要素が豊富であったとし、戦闘シーンには気合が入っていたと評価している。